# Nosher Powell
Frederick "Nosher" Powell (15 de agosto de 1928 - 20 de abril de 2013) fue un actor (acreditado varias veces como Nosher Powell, Freddie Powell, Frederick Powell o Fred Powell), doble de acción, y boxeador.

## Vida y carrera
Powell nació en Camberwell, Londres, Inglaterra. Su hermano menor, Dinny Powell (nacido como Dennis Powell, 1932, Camberwell), siguió una carrera parecida, de actuar y de dobles de coordinación en muchas películas, al igual que sus hijos, Greg Powell y Gary Powell.
Powell ha tenido una extensa pero sobre todo sin acreditar carrera en trabajo de dobles y de actuación. En 1969, interpretó el papel del poderoso matón Lord Dorking en Randall and Hopkirk (Deceased).
Además de su carrera como actor, Powell era un campeón de boxeo de peso pesado en el mundo de la lucha sin licencia y el ámbito profesional. También trabajó como sparring para Joe Louis, Sugar Ray Robinson y Muhammad Ali, entre otros. La última pelea de su carrera estaba en contra de Menzies Johnson. Nosher ganó la pelea por puntos, más de ocho rondas.
Según su autobiografía, Nosher tenía un total de setenta y ocho peleas: cincuenta y un años como profesional, con nueve derrotas, aunque nunca fue noqueado. Boxrec.com, sin embargo, enumeran a Nosher como perdedor en dieciséis ocasiones como profesional, con nueve de esas pérdidas por KO, dos por nocaut técnico y cinco puntos.
También actuó como un "cuidador" para una serie de celebridades, incluyendo a John Paul Getty y Sammy Davis, Jr.

## Muerte
Nosher Powell murió mientras dormía el 20 de abril de 2013. La noticia se informó a través de la página web oficial Nosher Powell y la actriz Françoise Pasquale en Facebook.

## Filmografía
- Oliver Twist (1948)
- There Is Another Sun (1951)
- Emergency Call (1952)
- Violent Playground (1958)
- The Road to Hong Kong (1962)
- She (1965)
- Circus of Fear (1966)
- Oliver! (1968)
- Crooks and Coronets (1969)
- School for Sex (1969)
- The Magic Christian (1969)
- On the Buses (1971)
- Venom (aka The Legend of Spider Forest) (1971)
- Nearest and Dearest (1972)
- The Alf Garnett Saga (1972)
- The Mackintosh Man (1973)
- Love Thy Neighbour (1973)
- Carry on Dick (1974)
- Brannigan (1975)
- Victor Victoria (1982)
- Krull (1983)
- Eat the Rich (1987)
- Willow (1988)
- Legionnaire (1998)